# Vercingetorix
Vercingetorix (asi 82 př. n. l. – 46 př. n. l. Řím) byl vůdcem a válečníkem galského kmene Arvernů. V roce 52 př. n. l. sjednotil obyvatelstvo Galie k poslednímu velkému pokusu vybojovat si svobodu a nezávislost na římské republice, proti prokonzulovi a pozdějšímu diktátorovi Juliu Caesarovi. Dodnes je považován za prvního francouzského hrdinu.
Mezi roky 58 až 53 př. n. l. si Julius Caesar úspěšným využitím strategie rozděl a panuj podrobil všechny keltské kmeny na území mezi provincií Gallia Narbonensis a řekou Rýnem. Drastické metody, které přitom Caesarovy legie uplatňovaly, vedly k četným vzpourám galských kmenů. Pokus vůdce Belgů Ambioriga vyvolat povstání v roce 54 př. n. l. získal jen lokální podporu. Naproti tomu Vercingetorigovi z kmene Arvernů, jehož otec Celtillus byl zavražděn vlastními lidmi kvůli své touze stát se králem všech Galů, se podařilo sjednotit galské kmeny proti Římanům a přijmout modernější styl válčení.

## Povstání proti Římanům
Vercingetorix zahájil budování svého vojska v zimě roku 52 př. n. l., zatímco Caesar pobýval v Předalpské Galii. Nejprve se musel vypořádat s opozicí arvernské šlechty, včetně svého strýce Gobanita. Poté, co přemohl své oponenty a pozvedl vojsko, byl prohlášen za vládce. Vytvořil spojenectví s ostatními kmeny, načež mu bylo svěřeno velení Galů. Loajalitu opozice si zajistil tvrdou disciplínou a prostřednictvím rukojmích, které mu museli odevzdat. Jeho strategie byla založena na obraně silných pevností. Zároveň uplatňoval taktiku spálené země, v rámci čehož nechal vyklidit a spálit všechny vesnice, pole a města v okolí pochodujících římských legií tak, aby římským legiím ztížil zásobování potravinami a dalšími prostředky, čímž jim bránil v rychlém postupu.
Caesar a jeho velitel Titus Labienus sice nejprve dočasně ztratili iniciativu, avšak brzy dobyli Avaricum (dnešní Bourges) a povraždili veškeré jeho obyvatelstvo (40 000 lidí). Další velká bitva u Gergovie (poblíž dnešního Clermont-Ferrand v departementu Auvergne), hlavního města Arvernů, skončila Vercingetorigovým vítězstvím, neboť Caesar zvolil útok, místo obléhání, jež bylo standardní římskou metodou u dobře opevněných měst. Vercingetorix se domníval, že Caesar chce odtáhnout, což neměl v úmyslu, protože neúspěch v Galii by zřejmě ukončil jeho kariéru. Když Caesara opustili galští spojenci Haeduové, napadl Vercingetorix Římany znovu, ale protože opustil svoji rozvážnou strategii byl jeho útok odražen. Se ztrátami se stáhl do pevnosti Alesie, kde byl později římskými legiemi obléhán.

## Bitva u Alesie

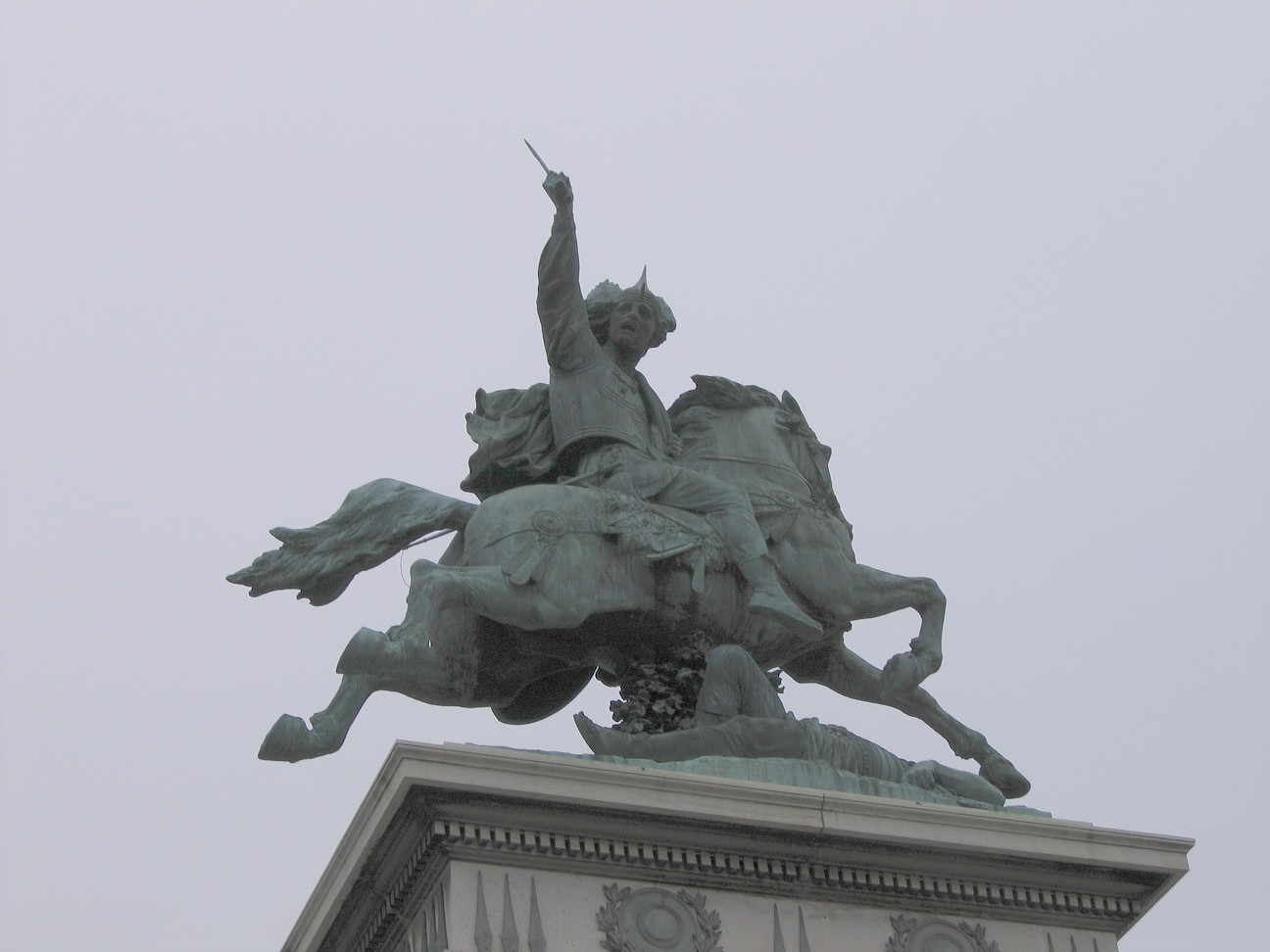
Vercingetorigova jezdecká socha v Clermont-Ferrand

V bitvě u Alesie Caesar nezaútočil, ale zvolil tradiční taktiku obléhání. Celé oppidum nechal obklopit souvislou linií příkopů, palisád a opevnění. Když Vercingetorigovi dorazily posily vedené Commiem a Eporedorigem, nechal Caesar vybudovat další, vnější linii opevnění proti očekávanému náporu těchto galských posil, čímž se ocitli mezi dvěma hradbami v obklíčeni. Galové přišli v obrovském počtu (odhaduje se asi 100 000 vojáků, ačkoli Caesar tvrdil, že jich bylo až 250 000). Galové podnikli několik útoků z vnější i vnitřní strany opevnění, ale byli neúspěšní. Během galských útoků se podařilo Galům odhalit slabé místo římského opevnění, kde se snažili koordinovat hlavní úder zevnitř i zvenčí. Když Julius Caesar vstoupil osobně do bitvy, vyburcoval ostatní legionáře k urputnému boji, a tak byli Galové poraženi. Vercingetorix poznal svou beznadějnou situaci a vzdal se.

## Kapitulace a smrt
Vzhledem k vysokým ztrátám způsobeným římským obléháním a nedostatkem potravin, radil Vercingetorix svým vojákům, aby ho živého nebo mrtvého vydali vítězům a zajistili si tak lepší podmínky pro vyjednávání o kapitulaci. Podle legendy se Vercingetorix vzdal velkolepým způsobem. Údajně vyjel na koni z Alesie a objel římský tábor předtím, než složil zbraně k Caesarovým nohám. Přitom se měl svléknout a vkleče mávat na Caesara. Caesar ve svých Zápiscích o válce galské však v rozporu s touto legendou popisuje samotný akt Vercingetorigovy kapitulace mnohem střídměji. Vercingetorix byl poté šest let vězněn v Tullianu v Římě. V roce 46 př. n. l. byl veden v Caesarově triumfu v Římě a krátce poté byl popraven patrně zardoušením.
V roce 48 př. n. l. dal Lucius Hostilius Saserna vyrazit denár na oslavu Caesarových činů v Galii. Portrét barbara na denáru je podle všeho pravděpodobným portrétem Vercingetoriga. O Vercingetorigově datu narození panují značné pochybnosti. Některé údaje připouštějí skutečnost, že v době sjednocení Galů k boji proti Římanům mu bylo pouhých 17 roků.

## Film
V roce 2001 režisér Jacques Dorfmann natočil francouzský film Vercingétorix: la légende du druide roi (v Česku pod názvem „Král Galů“). Hlavní roli Vercingetoriga hrál Christopher Lambert. Vercingetorix se mihnul i v několika dílech seriálu „Řím“ (2005–2007).